# عادل هيكل
محمد أحمد عادل هيكل (23 مارس 1934 - 22 سبتمبر 2018)، لاعب كرة قدم مصري في مركز حارس المرمى للنادي الأهلي من عام 1947 وكان عمره وقتها 13 عاماً، حصد الكثير من البطولات الدولية مع المنتخب المصري والكثير من البطولات المحلية مع النادي الأهلي. اعتزل في عام 1969 بعد إصابته بخلع في الكتف الأيمن.

## نشأته
ولد محمد أحمد عادل هيكل الشهير بعادل هيكل في محافظة القاهرة بالجزيرة في 23 مارس عام 1934 وألتحق بروضة قصر الدوبارة ثم بالجيزة الثانوية ثم المعهد العلمي ثم السعدية الثانوية. تخرج من كلية الآداب جامعة القاهرة قسم الصحافة عام 1967 وعمل بالصحافة بمجلة الجيل الجديد ومجلة الأنوار اللبنانية وجريدة الوفد بلا مقابل.

## قصة انتقاله للاهلي
كان يمارس هيكل كرة القدم في مدرستي الجيزة الثانوية والسعدية وبرز بشدة في حراسة المرمى.وعندما شاهدة مدرب الناشئين في الأهلي الكابتن حسين كامل ضمة لناشئي النادي عام 1947 وكان عمره 13 عاماً ولسوء حظة أصيب بكسر مضاعف في ذراعه الأيمن وتولي الأهلي رعايته وعالجة الدكتور عبد الحي الشرقاوي ثم عاد هيكل للملاعب ولكن أصيب بمرض التيفود بعد ستة أشهر وكان الفنان نجيب الريحاني قد أصيب من قبل بهذا المرض وتوفى بعد أن تأخر الدواء الذي كان قد طلبة الدكتور المعالج للريحانى من أمريكا ، وتدهورت صحة عادل هيكل ولكن والدته قامت بشراء هذا الدواء الذي كان مخصصاً لعلاج نجيب الريحانى وتماثل هيكل للشفاء، عاد هيكل للأهلي بعد تماثله للشفاء ولعب مع فريق الأشبال لمدة عامين وفاز معة بالبطولة ولم تهتز شباكه بأي هدف كما حصل على كأس أحسن حارس مرمي في بطولة سداسيات الزراعة والتي اشتركت بها جميع المدارس والجامعات واختاره المدرب بروشتش مدرب مصر ضمن الفريق الممثل لمصر

## انتقال هيكل للفريق الأول
البداية كانت صعبة أمام فريق الترسانة حين أقترح مختار التيتش وهو أبرز نجوم النادي الأهلي أن يشارك هيكل لأول مرة مع الفريق الأول ولسوء حظة خسر الأهلي بنتيجة 6-2 ، وفكر هيكل في عدم العودة لكرة القدم مرة أخرى واعتبر نفسة مسئولاً عن هذه النتيجة وبعد المباراة انتظره مختار التيتش في حديقة النادي وقال له : أنت ستكون أفضل حارس مرمي في مصر ، ولعب هيكل في مباراة الترام الثانية وكان هذا الفريق من أصعب الفرق التي تواجه الأهلي بالرغم من خسارته من أكثر فرق الدوري، وبدأت المباراة ولكن أهتزت شباكة بهدفين وقبل انتهاء المباراة سمع صوت أحد المشجعين المتعصبين يهدده قائلا : ( لو الأهلي خسر هقتلك دي أول مرة الأهلي يدخل فيه 8 أجوال في أسبوع، ولكن نجح الأهلي في إحراز التعادل، ثم تفاني هيكل في التدريب بجدية حيث كان أمام حراس عظماء في حجم براسكوس وعبد الجليل وكاتو حتى لقب بالحارس الطائر لقفزاته العالية وقدرته الفائقة علي السيطرة على الكرة داخل منطقة الجزاء، وتميز بالمرونة وحسن التصرف وسرعة البديهة وونظام لعب كرة القدم وقتها مختلف عن الوقت الحالي عن أنه كان يلعب أمامه ثلاثة مدافعين ويسدد عليه خمسة مهاجمين ورغم ذلك تميز وأجاد في كثير من هذه الكرات وتعامل معها بكل تفوق وقد حصل مع النادي الأهلي على عشر بطولات دوري ممتاز وستة بطولات كأس مصر.

## مواجهات خارجية مع الأهلي
من أبرز المباريات التي خاضها هيكل مباراة بنفيكا الشهيرة التي خاضها الأهلي عام 1963 وفاز بها الأهلي 3-2 ، وكان فريق بنفيكا في هذا الوقت بطل أوربا وكان يضم نجوم كبار منهم إيزيبيو هداف كاس العالم 1966 ألذى أشاد به لتألقة الشديد ومنعة من إحراز الأهداف، ولعب أيضا أمام برشلونة وودوكلابراخ وفاز الأهلي 1-0 وكان هيكل نجم المباراة، وأيضاً أمام ردستار اليوغسلافي وفلومينزا البرازيلى وإيرابواتو بطل المكسيك.

## عروض الاحتراف
عرض مدير نادى بنفيكا علي سكرتير الأهلي محمود لاشين ضم هيكل بمبلغ 50 ألف دولار مقابل التخلي عنه، كما تلقي من أندية أخرى مثل جلطة سراي والذي عرض علية ألحصول على الجنسية التركية ولكن هيكل فضل البقاء في الأهلي ومصر ورفض العروض الكبيرة المغرية بشدة في ذلك الوقت، ونال هيكل إعجاب المدرب البرازيلى فيولا الذي اعتبره أحد أفضل الحراس العالميين مبديا استعداده لضمة إلى فريق عالمي لو أراد هو ذلك مشيدا بقدراته.

## انضمام هيكل للمنتخب
لعب هيكل أمام منتخب إيطاليا في دورة ألعاب البحر المتوسط عام 1957 بإيطاليا ببسكارة حيث كان احتياطيا للحارس براسكوس (اليونانى الأصل)شارك في المبارة بعد صاية الحارس براسكوس وتألق هيكل بشدة ثم لعب المباراة الثانية أساسيا أمام تركيا بإسطنبول، لعب هيكل مباراة كبيرة أمام منتخب تشيكوسلوفاكيا (الذي لعب المباراة النهائية ضد البرازيل في كأس العالم 1962 بتشيلى) ، وأجاد هيكل بشدة في هذة المباراة التي كادت أن تفز بها مصر لكن حسم منتخب تشيكوسلوفاكيا المباراة لصالحه بنتيجة 2-1 وسميت بالمباراة الحزينة.
وبعدها أستدعاه مجلس الثورة وعلي رأسه المشير عبد الحكيم عامر ووعدوه بتأمين مستقبله من حالة تألقه وكان هدفهم جعل حارس المنتخب من أصول مصرية بدلا من براسكوس الذي كان من أصول يونانية، ولعب هيكل مع منتخب مصر ضد الفريق الذهبي للمجر كما لعب مباراة العمر ضد اليونان وتألق وحافظ على فوز مصر 1/0 وتأهلت مصر إلى نهائيات بطولة كأس العالم العسكرية بالأرجنتين، ولعب في بطولة الدورة العربية سنة 1961 بالمغرب وفازت مصر 13/صفر علي السعودية ، ثم 8/صفر علي الكويت، ثم 5/صفر على لبنان<، ثم 2/1 على ليبيا ، وفي المباراة النهائية كان الفريق المصري متقدما على المغرب 2/صفر ولكن لم تكتمل المباراة بدواعي الشغب، ولعب ضد النمسا التي كانت بطلة أوربا سنة 1961 وفازت مصر 1/صفر كانت بطلت أوربا والذين لقبوا هيكل بأبو الهول الثاني، وكذلك أمام تركيا خمسة مباريات دولية في إسطنبول وأنقرة ومصر وإيطاليا والبرتغال ، وأمام يوغسلافيا بطلة روما الأوليمبية مباراتين دوليتين حيث خسرت مصر المباراة الأولى 1/صفر بملعب الزمالك وتعادلت في المباراة الثانية صفر/صفر بملعب الأهلي ، ولعب تصفيات بطولة إفريقيا المؤهلة لنهائيات الدورة الأولمبية التي فازت فيها مصر بالمركز الأول على جميع الدول الإفريقية بعد تغلبها علي نيجيريا 6-2 في لاغوس ثم 3-0 في القاهرة ، وعلي تونس 3-1 علي ملعب النادي الأهلي ، والتعادل مع غانا 2/2 ثم علي السودان 1/صفربالسودان و 3- صفر بملعب نادي الزمالك ، وهو بين أفضل 10 حراس مرمي أفارقة اختارت مجلة الألعاب الإفريقية التي تصدر في باريس عادل هيكل ضمن أحسن عشرة حراس مرمي أنجبتهم القارة الإفريقية من عام 1958 إلى 1983 ، واختير هيكل أيضا أحسن حارس مرمي في بطولة إفريقيا 1959 التي أقيمت بمصر وحتى 1961 ، اختير أيضاً من أفضل حراس المرمي في بطولة البحر المتوسط 1963 في نابولي.

## البطولات التي أحرزها
حصل على بطولات مع الأهلي على المستوي المحلى 10 دوري ممتاز و 6 كأس مصر وأحرز مع المنتخب المصري علي بطولة كاس الأمم الأفريقية الثانية عام 1959 ، وحصل على بطولة أفريقيا المؤهلة لنهائيات الدورة الأولمبية، ولعب في بطولة الدورة العربية سنة 1961 بالمغرب ولكن لم تكتمل المباراة بدواعي الشغب الجماهيري.

## اعتزاله
أصيب هيكل بخلع في كتفه الأيمن فاضطر الاعتزال حراسة المرمي بالرغم من محاولاته للعودة ولكن أنهي مسيرته الرياضية الناجحة عام 1969.

## دخول هيكل عالم التمثيل
قام عادل هيكل بالتمثيل في ثلاثة أفلام هي إشاعة حب عام 1960 مع الفنانين يوسف وهبي، وعمر الشريف، وسعاد حسني، ومذكرات تلميذة عام 1962 مع الفنانين أحمد رمزي، ونادية لطفي، وحسن يوسف، وحديث المدينة عام 1964 مع الفنانين سميرة أحمد، وشويكار.

## وفاته
توفي في يوم السبت الموافق 22 سبتمبر 2018 بعد صراع طويل مع المرض عن 84 عامًا.

## وصلات خارجية
- عادل هيكل على موقع أوليمبيديا (الإنجليزية)